# 国鉄タキ11500形貨車
国鉄タキ11500形貨車（こくてつタキ11500がたかしゃ）は、かつて日本国有鉄道（国鉄）及び1987年（昭和62年）4月の国鉄分割民営化後は日本貨物鉄道（JR貨物）に在籍した私有貨車（タンク車）である。

## 概要
本形式は、セメント専用の40 t 積タンク車として1968年（昭和43年）6月13日から1974年（昭和49年）3月20日にかけて173両（コタキ11500 - コタキ11599、コタキ111500 - コタキ111548、コタキ111550 - コタキ111573）が日本車輌製造、日立製作所、川崎重工業、富士車輌の4社にて製作された。
記号番号表記は特殊標記符号「コ」（全長 12 m 以下）を前置し「 コタキ」と標記する。
落成時の所有者は、富士セメント、豊国セメント、住友セメント、宇部興産、小野田セメント、電気化学工業、日本セメント、日鉄セメント、敦賀セメントの9社であった。1970年（昭和45年）10月13日に富士セメントが日鉄セメントへ社名変更された。1973年（昭和48年）6月21日に豊国セメント所有全車6両が三菱鉱業セメントへ名義変更された。（社名は1990年（平成2年）12月に三菱マテリアルへ変更した）
1983年（昭和58年）11月11日に宇部興産所有10両（コタキ11519、コタキ11523、コタキ11546 - コタキ11548、コタキ11550 - コタキ11554）、1984年（昭和59年）2月28日に日鉄セメント所有10両（コタキ11513 - コタキ11518、コタキ11543 - コタキ11545、コタキ11556）がそれぞれ日本カーバイド工業へ名義変更された。この合計20両は1983年（昭和58年）11月24日から1984年（昭和59年）4月4日にかけて専用種別が生石灰へと変更され形式はタキ11350形（コタキ11360 - コタキ11379）とされた。
多くの製造メーカー、所有者、製造ロットにより形態は様々である。タンク体は耐候性高張力鋼製で荷役方式はエアスライド＋圧送式である。
車体色は黒色、寸法関係は全長は11,100 mm、全幅は2,700 mm、全高は3,615 mm、軸距は7,000 mm、実容積は38.5 m3、自重は13.8 t、換算両数は積車5.5、空車1.4であり、台車はコタキ11500 - コタキ111548がベッテンドルフ式のTR41C、コタキ111550 - コタキ111559がTR41G、コタキ111560以降が平軸受・コイルばね式のTR41E-13であった。
1987年（昭和62年）4月の国鉄分割民営化時に87両の車籍がJR貨物に継承され、2007年（平成19年）10月に最後まで在籍した4両（コタキ111570 - コタキ111573）が廃車となり同時に形式消滅となった。

## 年度別製造数
各年度による製造会社と両数、所有者は次のとおりである。（所有者は落成時の社名）
- 昭和43年度 - 13両
  - 日本車輌製造 4両 富士セメント （コタキ11500 - コタキ11503）
  - 日立製作所 4両 富士セメント （コタキ11504 - コタキ11507）
  - 日本車輌製造 4両 豊国セメント （コタキ11508 - コタキ11511）
  - 川崎重工業 1両 住友セメント （コタキ11512）
- 昭和44年度 - 29両
  - 日立製作所 6両 富士セメント （コタキ11513 - コタキ11518）
  - 富士車輌 18両 宇部興産 （コタキ11519 - コタキ11537）
  - 日本車輌製造 2両 豊国セメント （コタキ11538 - コタキ11539）
  - 日本車輌製造 3両 小野田セメント （コタキ11540 - コタキ11542）
- 昭和45年度 - 31両
  - 日立製作所 3両 富士セメント （コタキ11543 - コタキ11545）
  - 富士車輌 10両 宇部興産 （コタキ11546 - コタキ11555）
  - 日立製作所 3両 富士セメント （コタキ11556 - コタキ11558）
  - 川崎重工業 1両 住友セメント （コタキ11559）
  - 日立製作所 5両 電気化学工業 （コタキ11560 - コタキ11564）
  - 川崎重工業 7両 住友セメント （コタキ11565 - コタキ11571）
  - 川崎重工業 2両 日本セメント （コタキ11572、コタキ11573）
- 昭和46年度 - 46両
  - 日立製作所 2両 日鉄セメント （コタキ11574、コタキ11575）
  - 日立製作所 4両 住友セメント （コタキ11576 - コタキ11579）
  - 川崎重工業 2両 日本セメント （コタキ11580、コタキ11581）
  - 川崎重工業 20両 日本セメント （コタキ11582 - コタキ11599、コタキ111500、コタキ111501）
  - 川崎重工業 8両 住友セメント （コタキ111502 - コタキ111509）
  - 川崎重工業 6両 日本セメント （コタキ111510 - コタキ111515）
  - 日立製作所 4両 日鉄セメント （コタキ111516 - コタキ111519）
- 昭和47年度 - 29両
  - 川崎重工業 15両 住友セメント （コタキ111520 - コタキ111534）
  - 日本車輌製造 2両 小野田セメント （コタキ111535、コタキ111536）
  - 川崎重工業 5両 住友セメント （コタキ111537 - コタキ111541）
  - 川崎重工業 7両 日本セメント （コタキ111542 - コタキ111548）
- 昭和48年度 - 10両
  - 川崎重工業 10両 住友セメント （コタキ111550 - コタキ111559）
- 昭和49年度 - 14両
  - 川崎重工業 10両 敦賀セメント （コタキ111560 - コタキ111569）
  - 川崎重工業 4両 日本セメント （コタキ111570 - コタキ111573）